# Звенигородская площадь (Львов)
Звенигородская площадь (укр. Площа Звенигородська) расположена в Галицком районе Львова, в историческом центре города. Она является одной из самых маленьких площадей Львова; так, её длина от улицы Снежной (от северного фасада костёла Марии Снежной) до пересечения улиц Рыбной и Мосяжной составляет около 50 метров, а ширина площади — не более 30.
Звенигородская площадь находится примерно посередине между соседними площадями Князя Ярослава Осмомысла, Старый Рынок, Даниила Галицкого и Вечевой улицей. Ближайшая площадь Ярослава Осмомысла расположена на 4 метра ниже Звенигородской, с которой она соединена лестницей.

## История и название
Звенигородская площадь — одна из древнейших во Львове. Её история тесно связана с существовавшей в средневековом Львове общиной немецких колонистов и построенного ими храма — костёлом Марии Снежной. Этот храм был возведён в XIV веке на месте более древнего деревянного, известного с XIII века. До Второй мировой войны площадь носила имя Марии Снежной, во время немецкой оккупации Львова — Марияшниплац. С 1950 года она известна под своим нынешним названием.

## Застройка
В архитектурном ансамбле Звенигородской площади доминируют трёх- и четырёхэтажные каменные дома, построенные в конце XIX — начале XX веков, в стиле венского классицизма. Дом № 8 внесён в Реестр памятников архитектуры местного значения.
- № 2 — храм Матери Божией Неустанной Помощи, ранее известный как костёл Пресвятой Девы Марии Снежной, построенный немецкими колонистами в XIV веке на месте более раннего деревянного XIII века. Первое письменное упоминание этой церкви датировано 1352 годом[3].
- № 3 — жилой дом. В 2010 году он подвергся реставрации, через два года был превращён в гостинично-ресторанный комплекс «Saint Feder»[4].
- № 8 — двухэтажное здание, известное как «Дом органиста». Он был внесён в Реестр памятников архитектуры местного значения под № 106[2].

Дома на Звенигородской площади
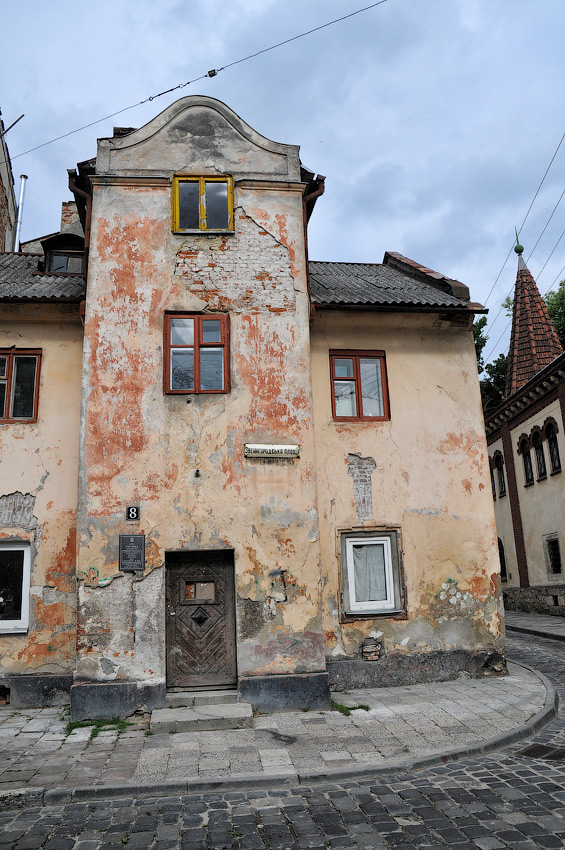
Дом органиста (пл. Звенигородская, 8)
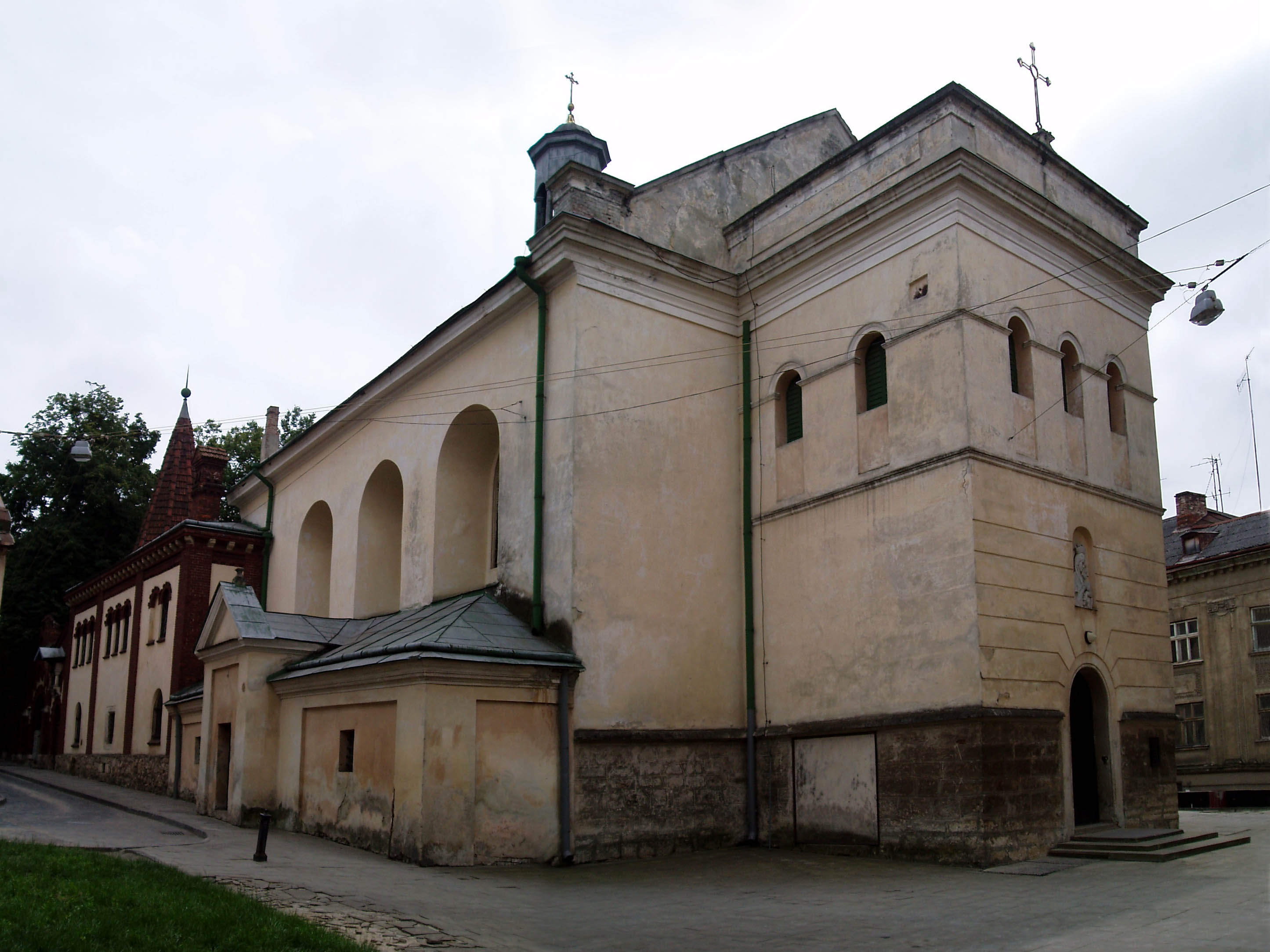
Храм Матери Божией Неустанной Помощи
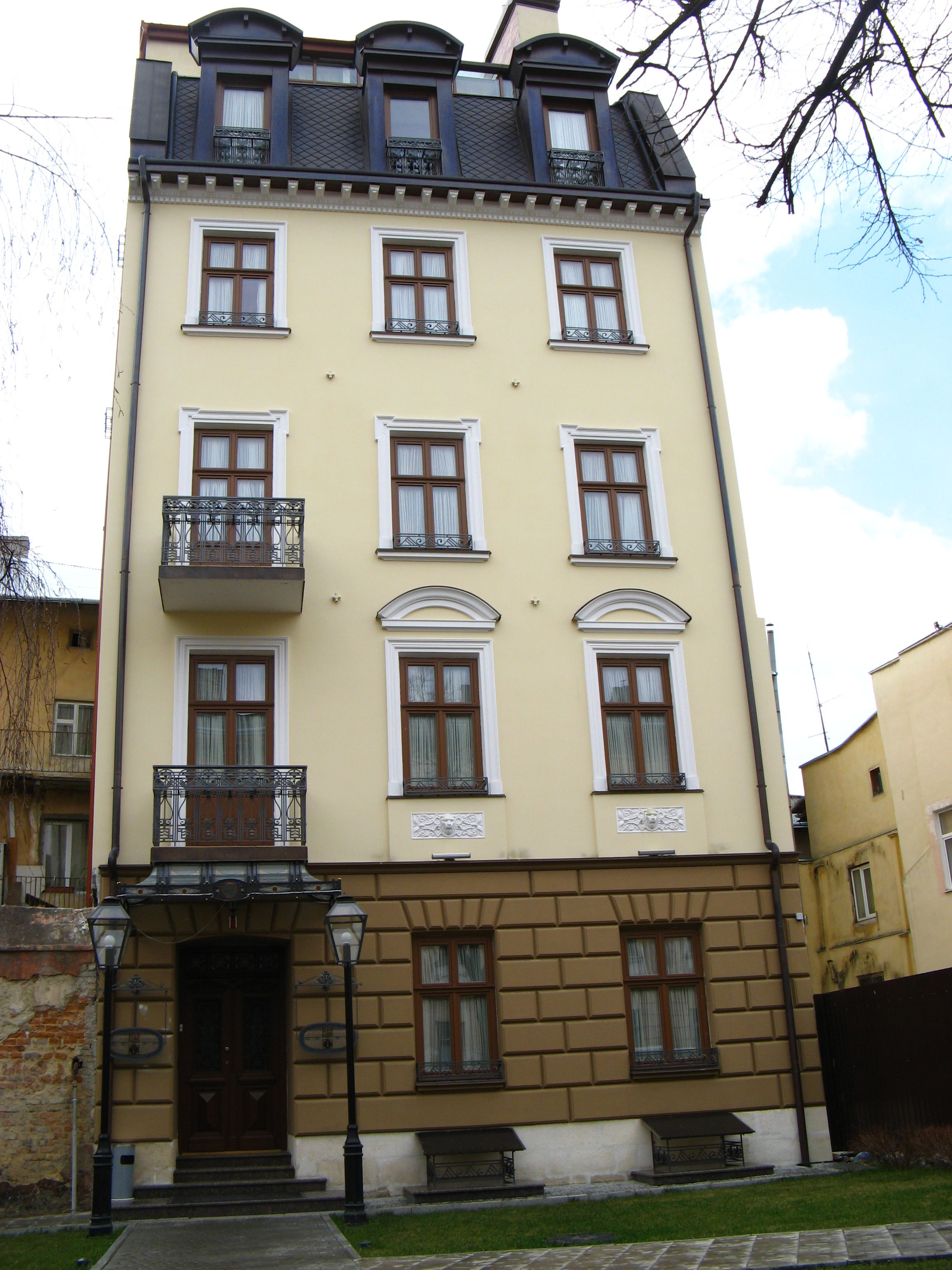
Площадь Звенигородская